# Skandar Keynes
Skandar Amin Casper Keynes, född 5 september 1991 i Camden i London, är en brittisk skådespelare, mest känd för rollen Edmund Pevensie i filmserien om Berättelsen om Narnia.
Keynes är född i London till Randal Keynes och Zelfa Cecil Hourani. Han har en äldre syster, Soumaya Keynes. Han härstammar från Libanon, Iran och Turkiet från sin mammas sida och på sin pappas sida är han sondotters sonsonson till vetenskapsmannen Charles Darwin. Skandar är en kortare version för Iskandar som är arabiska för Alexander.
Han har tagit en paus från skådespelandet och studerar sedan oktober 2010 Arabiska och Mellanösterns historia vid University of Cambridge.

## Filmografi
| År   | Titel                                                     | Roll                         | Noteringar    |
| ---- | --------------------------------------------------------- | ---------------------------- | ------------- |
| 2001 | Queen Victoria Died in 1901 and is Still Alive Today      | Waif                         | TV-dokumentär |
| 2003 | Ferrari                                                   | Enzo Ferrari som 8 år gammal |               |
| 2005 | Berättelsen om Narnia: Häxan och Lejonet                  | Edmund Pevensie              |               |
| 2008 | Berättelsen om Narnia: Prins Caspian                      | Edmund Pevensie              |               |
| 2010 | Berättelsen om Narnia: Kung Caspian och skeppet Gryningen | Edmund Pevensie              |               |